# Pachypops fourcroi
Pachypops fourcroi is een straalvinnige vissensoort uit de familie van de ombervissen (Sciaenidae). De wetenschappelijke naam van de soort is voor het eerst geldig gepubliceerd in 1802 door Lacepède.